# Грабув-Новий
Грабув-Новий (пол. Grabów Nowy) — село в Польщі, у гміні Грабув-над-Пилицею Козеницького повіту Мазовецького воєводства.
Населення — 138 осіб (2011).
У 1975-1998 роках село належало до Радомського воєводства.

## Демографія
Демографічна структура станом на 31 березня 2011 року:
|          | Загалом | Допрацездатний вік | Працездатний вік | Постпрацездатний вік |
| -------- | ------- | ------------------ | ---------------- | -------------------- |
| Чоловіки | 77      | 15                 | 49               | 13                   |
| Жінки    | 61      | 13                 | 29               | 19                   |
| Разом    | 138     | 28                 | 78               | 32                   |